# Грузовой размер
Грузовой размер или кривая водоизмещения — наглядное графическое представление зависимости объёмного водоизмещения судна от осадки, которые вычисляется в предположении, что судно не имеет ни крена, ни дифферента.
Грузовой размер служит для оперативной оценки изменений осадки при снятии и приёме на борт груза. Как правило, он представляется в декартовой системе координат в виде графика на основании предварительно подготовленных данных, связывающих водоизмещение и осадку для каждой ватерлинии. 
На судах транспортного флота грузовой размер дополняется грузовой шкалой, на которой даются количественные величины дедвейта, осадки, высоты надводного борта и водоизмещения в пресной и солёной воде.

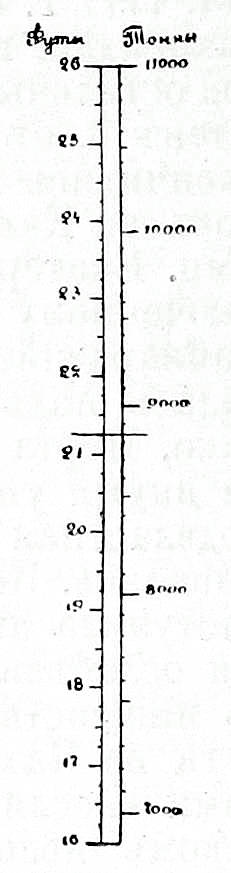
Кривая (или шкала) Грузового размера, рисунок к статье «Грузовой размер», Военная энциклопедия Сытина, Санкт-Петербург, 1911 — 1915 годов.
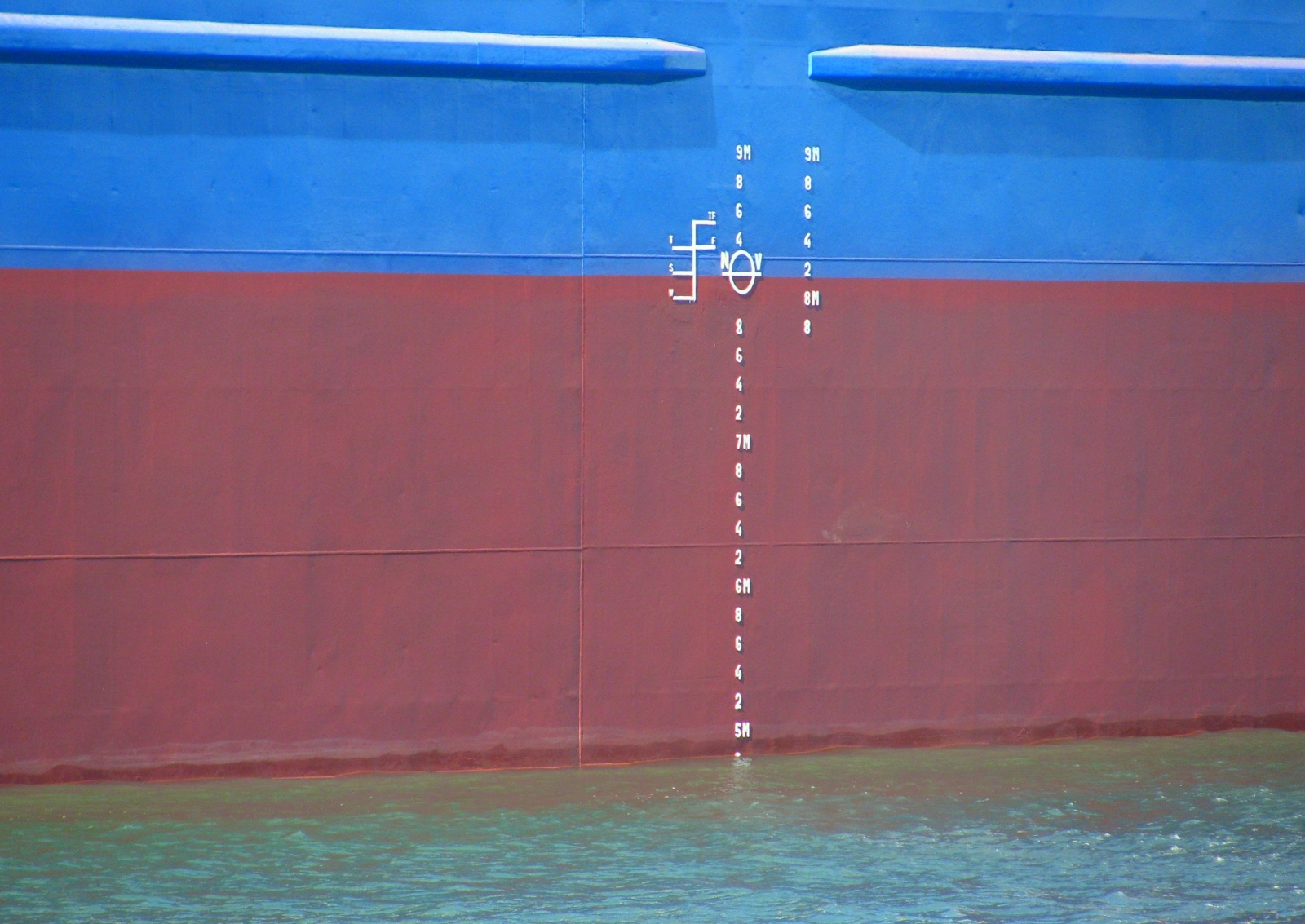
Уровни различной загрузки судна.